# Нашествие на Светослав I в България
Нашествието на княз Светослав I са две военни експедиции на Киевска Рус в Дунавска България през 968 – 969 г., прераснали в руско-византийска война.
Побеждавайки българите, киевският княз Светослав Игоревич установява столицата си в Преславец (край днешна Тулча). В борбата си с византийците опустошава голяма част от Тракия, но през 971 г. търпи поражение и е принуден да се откаже от всичките си завоевания. Подчинена първо от русите, след оттеглянето им Източна България (заедно със столицата Велики Преслав) попада под византийска власт. Политическият център на българската държава се измества в незасегнатите от чуждите нашествия югозападни предели на Българското царство, начело със Самуил и братята му – комитопулите.

## Руско-българска война
През 966 г. византийският император Никифор II Фока слага край на мира между България и Византия, продължил близо 40 години след Симеоновите войни. Недоволен от отказа на цар Петър I да спре унгарците, които преминават през българска територия и нахлуват в балканските му владения, Никифор предприема поход в Тракия. Походът не постига съществени резултати и, тъй като основните византийски сили са съсредоточени в отвоюването на Сирия от арабите, императорът решава да обезвреди българите с помощта на Светослав. През 967 византийско пратеничество в Киев убеждава руския княз да нападне дунавските българи срещу голяма парична сума – над 100 000 златни монети.
През 968 г. Светослав потегля с голяма войска (според различни източници между 10 000 и 60 000 бойци) на лодки по Днепър и черноморския бряг и през лятото на същата година достига до устието на Дунав. Два пъти по-малобройната българска войска е разбита още в първото сражение, след което русите завладяват десетки градове от двете страни на Дунав (днес в южна Бесарабия и северна Добруджа). Печенежко нападение (съгласувано с българите) срещу Киев  принуждава Светослав да се оттегли бързо, за да защити столицата си, но в Преславец и други завладени градове са оставени руски гарнизони. По време на неговото му отсъствие обаче, български войски предвождани от Борис II успяват временно да си възвърнат крепостта Преславец.
През лятото на 969 г. – след като прогонва печенегите от Киев – Светослав се завръща в България и след повторно сражение край Преславец, превзема столицата Велики Преслав и принуждава българите да му се подчинят. Борис II (наследил междувременно починалия Петър I) запазва формалното положение на български владетел, но е принуден да воюва заедно с русите срещу Византия.

## Руско-византийска война
Трайното установяване на русите на Дунав създава нова заплаха за византийска Тракия. Затова, малко преди българите да се подчинят на Светослав, Никифор II сключва съюз с Борис II, но не успява да му окаже навременна помощ. Подготовката за поход срещу русите е осуетена от дворцов преврат срещу Никифор (декември 969 г.). Неговият наследник, Йоан I Цимисхий, се опитва да убеди Светослав да се изтегли от България с дипломатически средства, но безуспешно.
През 970 г. руско-българска войска нахлува в Тракия. Светослав води със себе си претендент за византийския престол – Калокир от Херсонес. Град Филипопол (Пловдив) е превзет и много от жителите му са избити. Византийският пълководец Варда Склир нанася поражение на русите при Аркадиопол, но неуспехът не спира нападенията на Светослав. Бунт на претендента Варда Фока в Мала Азия забавя организирането на ефективен отпор от Цимисхий.
През пролетта на 971 г. императорът предприема мащабна контраофанзива по суша и по море. В началото на април сухопътната византийска армия прекосява незащитените проходи на Стара планина и завладява Велики Преслав, отбраняван от руси и българи. Българите минават на страната на византийците, след като императорът обявява, че е дошъл, за да ги освободи от руското владичество. По-късно същия месец Цимисхий удържа победа над Светослав и го принуждава да се затвори в крепостта Дръстър. Обсадата по суша и вода (с участието на византийската флота) продължава три месеца. След безуспешен опит за пробив в края на юли, липсата на продоволствие принуждава Светослав да сключи мир с Цимисхий.

## Последици
Съгласно договора руските войски се оттеглят от България. Противно на обещанията си, Цимисхий налага византийска военна администрация в завладените български земи в Тракия, източна Мизия и отвъд Дунав. Българските царство и патриаршия са обявени за унищожени, а цар Борис II е отведен като пленник в Константинопол и публично развенчан. Западните български земи остават свободни под властта на комитопулите. През 976 г. те започват нова, 40-годишна война с Византия.